# Генотеизм
Генотеи́зм, энотеи́зм (лат. henotheismus от греч. ἑνός форма εἱ̃ς «один» + θεός «бог») или кафенотеи́зм — термин, введённый в употребление Максом Мюллером, обозначает такое состояние религиозного сознания, при котором из пантеона многочисленных богов или божеств почитается или выделяется один самый верховный и могущественный бог.
Генотеизм отличается от единобожия, монотеизма (μονος «единственный») тем, что выделение одного самого могущественного бога не исключает почитания и поклонения другим богам из имеющегося пантеона. С генотеизмом не следует смешивать религиозно-философское слияние всех богов в одном определённом, какое мы находим, например, в позднейших орфических гимнах к Зевсу. Генотеизм занимает промежуточное положение между политеизмом и монотеизмом. Он предшествует стадиально политеизму и монотеизму и заключает в себе тенденции к эволюции либо к первому, либо ко второму.
Наряду с понятием «генотеизм» в религиоведении используется понятие «монолатрия» — служение одному верховному богу при запрете поклонения любым другим богам, в качестве дополнительного отличия монолатрии указывается поклонение одному божеству исключительно определённой социальной группой.